# Верцини
Верцини (пол. Wierciny, нім. Wolfsdorf) — село в Польщі, у гміні Новий Двур-Гданський Новодворського повіту Поморського воєводства.
Населення — 215 осіб (2011).
У 1975-1998 роках село належало до Ельблонзького воєводства.

## Демографія
Демографічна структура станом на 31 березня 2011 року:
|          | Загалом | Допрацездатний вік | Працездатний вік | Постпрацездатний вік |
| -------- | ------- | ------------------ | ---------------- | -------------------- |
| Чоловіки | 117     | 29                 | 79               | 9                    |
| Жінки    | 98      | 16                 | 60               | 22                   |
| Разом    | 215     | 45                 | 139              | 31                   |